# Jessica Stam
Pour les articles homonymes, voir Stam.
Jessica Stam, née le 23 avril 1986 à Kincardine, Ontario, est un mannequin canadien.

## Biographie
Jessica Elizabeth Stam est née le 23 avril 1986 à Kincardine en Ontario, au Canada. Elle grandit dans une ferme entourée de ses six frères, elle est la seule fille. Issue d'une famille religieuse, elle étudie à l'école The Sacred Heart School en Ontario. Jamais elle n'aurait pensé devenir un jour mannequin, elle voulait être dentiste.
Jessica Stam est repérée par Michèle Miller de l'agence International Model Management dans un café Tim Hortons, près de Toronto.
Immédiatement, Michèle Miller propose à Stam de devenir mannequin même si elle trouvait que les cheveux de celle-ci méritaient d'être rasés tant ils étaient âbimés par les teintures successives.
Stam avouera plus tard avoir pensé que Miller était folle.
Comme Gemma Ward, elle fait partie du mouvement Baby Doll (femme au visage d'enfant).
Ce qui la distingue des autres mannequins; ce sont ses yeux, d'une magnifique couleur bleu-acier.

## Carrière
En 2002, alors qu'elle n'a que seize ans, Jessica Stam gagne le concours  Los Angeles Model Look Search.
Le photographe Steven Meisel lance sa carrière en la faisant participer à beaucoup de castings.
En 2004, elle apparaît dans le court-métrage Agent Orange.
Au cours de sa carrière, elle pose pour des marques comme Marc Jacobs, Anna Sui, Giorgio Armani, Vera Wang, Valentino, Prada et Miu Miu, Gucci, Dolce & Gabbana, Versace, Holt Renfrew, Christian Dior, Lanvin, Kenzo, Max Azria, Bulgari, H&M et DKNY.
Elle défile pour Alexander McQueen, Chanel, Jean Paul Gaultier, Donna Karan, Louis Vuitton ou encore Roberto Cavalli. Elle apparaît également en couverture des magazines Vogue, Numéro, Flare, Harper's Bazaar, i-D, Allure, W et Elle.
En 2006, elle est le visage de la campagne publicitaire du parfum Eau de Rochas, photographiée et filmée par Bruno Aveillan.
La même année, elle tombe lors d'un défilé Chloé.
Marc Jacobs lui dédie également un sac qu'il a appelé Stam Bag.
En 2006, 2007 et 2010, elle défile pour Victoria's Secret.
En 2007, elle apparaît en couverture du Vogue américain de mai (qui a pour titre The World's Next Top Models) avec Doutzen Kroes, Caroline Trentini, Raquel Zimmermann, Coco Rocha, Agyness Deyn, Lily Donaldson, Hilary Rhoda, Chanel Iman  et Sasha Pivovarova.
Elle devient également le 15e mannequin le mieux payé au monde avec un salaire annuel de 1,5 million de dollars selon le magazine Forbes.
La même année, elle est la nouvelle égérie publicitaire de la collection hiver de Dior.
En 2009, elle est le visage du parfum Ricci Ricci de Nina Ricci. Elle pose aussi pour la marque Fendi, photographiée par Karl Lagerfeld.

## Vie privée
Stam était en couple avec le joueur de Hockey, Aaron Voros. Elle a également fréquenté le chanteur Anthony Kiedis du groupe The Red Hot Chili Peppers. 
Elle est proche du groupe The Kills.
En couple avec Brahman Turner, elle donne naissance à une fille en 2017  et un garçon en 2020. 